# Caso Jean Charles de Menezes
Jean Charles de Menezes (Gonzaga, 7 de janeiro de 1978 — Londres, 22 de julho de 2005) foi um eletricista brasileiro que ficou conhecido após ser executado por engano por agentes da Polícia Metropolitana de Londres, que o confundiram com um terrorista fugitivo. Sua morte aconteceu duas semanas após atentados terroristas atingirem o sistema de transporte público de Londres, resultando na morte de 52 pessoas e em centenas de feridos.
Natural de Minas Gerais, Menezes entrou no Reino Unido em 2002. No momento de sua morte, morava em um conjunto de apartamentos em Tulse Hill – onde também residia o terrorista Hussain Osman, natural da Etiópia, mas com nacionalidade britânica, que participou da tentativa de explodir bombas em trens do metrô londrino na véspera. Após deixar o local para trabalhar, Menezes foi confundido com Osman, passando então a ser perseguido pela polícia.
Na Estação Stockwell, do Metropolitano de Londres, agentes dispararam onze tiros à queima-roupa contra Menezes, os quais sete tiros atingiram sua cabeça e um seu ombro, levando-o a morrer instantaneamente no local. Seu corpo foi levado para o Brasil, onde foi sepultado no cemitério de sua cidade natal. O governo brasileiro condenou a execução, e Menezes recebeu diversas homenagens, incluindo um memorial na estação Stockwell que foi inaugurado em 2010.
No Reino Unido, a polícia instaurou duas investigações para apurar o caso: a primeira concluiu que nenhum dos policiais deveriam enfrentar processos disciplinares e a segunda criticou fortemente a estrutura de comando da polícia e suas comunicações com o público. A promotoria também decidiu que não haviam provas suficientes para processar nenhum policial, mas iniciou ação contra o comissariado da polícia, que foi multado. A família de Menezes, que recebeu indenização da polícia britânica, recorreu da decisão de não processar os policiais, mas o Tribunal Europeu dos Direitos Humanos julgou por maioria que as autoridades do país investigaram adequadamente o caso.

## Descrição
Jean Charles vivia havia três anos no sul da capital inglesa e, segundo as autoridades, foi confundido com um terrorista árabe, que teria participado dos atentados da véspera, contra ônibus e estações do metrô de Londres. O erro foi admitido pela Scotland Yard, quando informou que o brasileiro não tinha nenhuma relação com qualquer grupo terrorista. Segundo a autoridade policial, o incidente ocorreu porque o brasileiro se recusara a obedecer às ordens de parar, dadas pelas autoridades.
No entanto, a Comissão Independente de Investigação de Queixas da Polícia (CIIQ, em inglês) concluiu que Ian Blair, chefe da Scotland Yard, tentou impedir que a morte de Jean Charles fosse investigada.
O jornal britânico The Observer, em sua edição do 21 de agosto de 2005, revelou que os três agentes que vigiavam Jean Charles não estavam armados nem uniformizados e não o consideravam suspeito de portar armas, bombas ou qualquer artefato terrorista. Só tinham a intenção de detê-lo. No entanto, esses homens tinham ordens de ceder o controle da operação a grupos especiais das forças armadas (SAS), caso estes interviessem. Os militares consideraram Jean Charles uma grave ameaça e seguiram seu modus-operandi - atirando para matar.
Alex Pereira, primo de Menezes que morava com ele, afirmou que o rapaz foi baleado pelas costas.
Segundo a Agência Brasil, o Ministério das Relações Exteriores publicou uma nota oficial na qual afirma que o governo brasileiro ficou "chocado e perplexo" ao tomar conhecimento da morte do brasileiro, "aparentemente vítima de lamentável erro".
Em nota oficial, o Ministério das Relações Exteriores afirmou que "o Brasil sempre condenou todas as formas de terrorismo e mostrou-se disposto a contribuir para a erradicação desse flagelo dentro das normas internacionais", e que aguarda explicações das autoridades britânicas sobre as circunstâncias da morte de Jean Charles.
Em 16 de novembro, o jornal Daily Telegraph publicou uma reportagem acusando a polícia britânica de utilizar munição de ponta oca, conhecida como dum dum, para matar Jean Charles. O armamento foi proibido pela Convenção da Haia de 1899, por motivos humanitários (o projétil se expande e se estilhaça dentro do corpo do indivíduo atingido, criando grande estrago e provocando dores lancinantes, o que normalmente não acontece com uma bala comum).

## Descrição do assassinato de Jean Charles por testemunhas
Os policiais inicialmente alegaram que interpelaram o suspeito, mas relatos posteriores indicam que ele não foi sequer interpelado.
De acordo com um dos seguranças, Jean Charles se levantou e caminhou em direção aos policiais e a ele, momento em que o mesmo segurança o agarrou, colocou os seus braços contra o tronco e o empurrou de volta para o assento. O segurança então ouviu um tiro e foi puxado e arrastado pelo chão do vagão. Enquanto o segurança estava sendo arrastado, ouviu ainda vários tiros.
Dois policiais dispararam um total de onze tiros, de acordo com o número de invólucros vazios encontrados no chão do vagão. Jean foi baleado sete vezes na cabeça e uma vez no ombro, bem de perto, e morreu ali mesmo. Uma testemunha ocular disse mais tarde que os onze tiros foram disparados durante um período de trinta segundos, em intervalos de três segundos. Uma testemunha separada relatou ouvir cinco tiros, seguido em um intervalo por vários tiros mais.
A ação violenta dos policiais se deveu às diretrizes da operação Kratos, que visava combater potenciais homens-bomba; a orientação era que se atirasse na cabeça (e não no troco) dos homens-bomba, sem mesmo adverti-los.

## Biografia de Jean Charles
Jean Charles Menezes nasceu em 7 de janeiro de 1978, em Gonzaga, Minas Gerais. Cresceu numa área rural, a 300 km de Belo Horizonte. Depois da descoberta de um talento precoce para a Eletrônica, ele deixou a fazenda, aos catorze anos, para morar com seu tio em São Paulo e prosseguir seus estudos. Aos 19 anos recebeu um diploma técnico da Escola Estadual São Sebastião. Entrou no Reino Unido, em 2002, com um visto estudantil, e com apenas quatro meses na Inglaterra já tinha um bom domínio do inglês e trabalhava para mandar dinheiro para a família.
A  polícia alegou que seu visto havia vencido quando foi morto - o que foi desmentido por seu primo.

## Antecedentes
No dia anterior à execução, quatro atentados a bomba foram realizados em três lugares no metrô e num ônibus em Londres. Nem todos os perpetradores morreram no local, o que levou a polícia a fazer uma investigação em larga escala com o objetivo de caçar os fugitivos. Um indício material, encontrado em mochilas que não explodiram dos terroristas, levou os investigadores a um bloco de apartamentos de três andares em Scotia Road, Tulse Hill. Por volta das dez da manhã, agentes que observavam o local viram Jean sair do prédio de apartamentos onde morava com dois primos. Os agentes deveriam estar vigiando três homens de aparência somali ou etíope.
Jean Charles  trabalhava como eletricista. Acabara de receber uma chamada para consertar um alarme de incêndio quebrado em Kilburn. Os agentes seguiram-no por cinco minutos, até a parada de ônibus. Ele embarcou em um ônibus da linha número 2. Entre dez e quinze minutos depois, o ônibus chegou à estação de Stockwell. Jean telefonou para um colega de trabalho, Gésio de Ávila, dizendo que iria se atrasar por causa do congestionamento provocado pelos atentados do dia anterior. Fora da estação de Stockwell, a polícia alega que lhe ordenou que parasse, fato questionado pelas revelações preliminares da investigação independente.
Inicialmente, a polícia alegou também que Jean trajava um pesado blusão, o que teria deixado os policiais preocupados com a possibilidade de que ele estivesse carregando explosivos escondidos junto ao corpo. O jornal britânico The Observer, no entanto, relatou que ele estava vestindo baseball cap, blue fleece and baggy trousers (boné, um casaco e calças largas). A Reuters relatou que, segundo uma testemunha do tiroteio, Mark Whitby, Jean Charles estaria usando um grande casaco de inverno e "parecia deslocado" ("looked out of place"). De fato, posteriormente as fotos do corpo mostraram que Jean Charles usava calças e jaqueta de brim. Outra testemunha, Anthony Larkin, "talvez interessado em fazer piada ou ridicularizar o precipitado julgamento" contou à BBC que Menezes parecia estar vestindo um "cinturão de bombas, com fios saindo ligados à uma tomada elétrica" ("bomb belt with wires coming out"). Nenhum artefato assim foi encontrado, mas sua ocupação como eletricista poderia explicar a presença dos fios nessa imagem, já que ele não carregava sua maleta de ferramentas, deixada com seu colega no fim do dia anterior. Ademais, na hora do  tiroteio a temperatura em Londres era de 17 °C, o que é fresco o suficiente para alguém criado em região de clima tropical usar uma jaqueta de denim.
Foi dito também que o motivo para ele supostamente ter corrido de policiais sem uniforme, foi ter sido atacado, poucas semanas antes, por uma gangue de skinheads - criminosos arruaceiros tolerados pela policia britânica e que costumam agredir pessoas de aparência semita. A ser verdadeiro o fato, algumas pessoas conjecturaram que sair correndo teria sido uma reação instintiva de Menezes, quando abordado pelo grupo de homens à paisana. Mas evidências fornecidas à Police Complaints Commission, IPCC (equivalente à corregedoria da polícia no Brasil), por policiais, testemunhas e documentos, vazaram para a ITV News e não confirmam essa reação de fuga. Diferentemente de pular a catraca e fugir da polícia, conforme relatado inicialmente, Jean Charles foi filmado, em circuito interno de TV, entrando calmamente  na estação e pegando um jornal gratuito, antes de embarcar no trem.
Nos primeiros dias, havia relatos contraditórios sobre se os agentes disfarçados se identificaram devidamente, se tentaram contê-lo no chão ou se algum aviso foi dado antes de atirarem. O Comissário da Polícia Metropolitana, Sir Ian Blair disse, durante uma coletiva de imprensa, que o aviso foi dado antes de dispararem contra ele e que uma ambulância aérea foi chamada depois. Contudo Jean Charles foi declarado morto no local, tendo sido uma morte instantânea.
Os policiais que atiraram em Jean Charles de Menezes não foram processados. De acordo com a divisão especial de crimes do Ministério Público britânico (Crown Prosecution Service - CPS), não houve evidências de que eles não confundiram o brasileiro com um homem-bomba. Mas o promotor Stephen O'Doherty considerou haver provas suficientes para processar a Polícia Metropolitana.
O governo brasileiro, em nota divulgada pelo Ministério das Relações Exteriores, lamentou a decisão do CPS, "por tornar impossível a punição dos agentes que participaram do assassinato de Jean Charles de Menezes".
Em 1° de novembro de 2007, a Scotland Yard foi condenada pela Justiça britânica a pagar multa de 175 mil libras mais os custos do processo, 385 mil libras, por burlar as normas de segurança e saúde da população na operação que matou Jean Charles. Embora sem individualizar os responsáveis, a decisão estabeleceu a responsabilidade da Polícia Metropolitana no caso. Em novembro de 2009, a família Menezes ganhou uma indenização de 100 mil libras, considerada muito baixa, quando comparada a valor de £ 800 mil, indenização concedida na mesma época pela justiça britânica, em um caso de assédio moral no ambiente de trabalho, ou aos 4 milhões de libras pleiteados por uma vítima de assédio sexual, também na mesma época. Uma jornalista de The Guardian questionou se a vida de Jean Charles poderia valer menos por ele ser pobre.

## Difamação sofrida por Jean Charles na Wikipédia
Em 2014, ficou comprovado que alterações feitas no artigo da Wikipédia sobre o brasileiro Jean Charles de Menezes foram realizadas em computadores usados pelo governo britânico. De acordo com o jornal inglês The Guardian, ativistas rastrearam o IP (número que identifica um computador na internet) e determinaram a autoria de um novo parágrafo, que critica os grupos que exigiram investigações mais detalhadas sobre o caso de Jean Charles.
Segundo o jornal, que atribui ao telejornal Channel 4 News a descoberta, os novos trechos do texto atacam diretamente aqueles que exigiam maior investigação e punições aos policiais envolvidos, alegando que eles chegariam até a justificar atos de terrorismo ou diminuir sua importância. Além disso, a própria vítima foi alvo de críticas.
“Houve certa repercussão negativa contra Menezes, com tabloides britânicos em especial protestando por ele ter recebido mais espaço do que qualquer uma das 52 pessoas que morreram nos atentados a bomba. Grupos ‘anti guerra’ que defendem o caso de Menezes ignoram o destino das vítimas dos atentados, com alguns chegando a ‘compreender’ os atentados em função do papel do Reino Unido no Iraque”, diz a alteração feita em um computador do governo.
Os adeptos do movimento “Stop the War” foram ainda acusados de acreditar que “os ataques terroristas na Inglaterra são justificados por causa do envolvimento do Reino Unido na queda de Saddam Hussein”. Além disso, foi acrescentado um trecho que questiona se Jean Charles realmente era um imigrante legalizado no país.
Segundo o The Guardian, é pouco provável que o governo britânico inicie uma investigação sobre o caso, embora um porta-voz tenha afirmado que existe um código de conduta que deve ser seguido por funcionários públicos e que, em breve, “novas e maiores instruções sobre internet e mídias sociais serão distribuídas em todos os departamentos”.

## Memorial

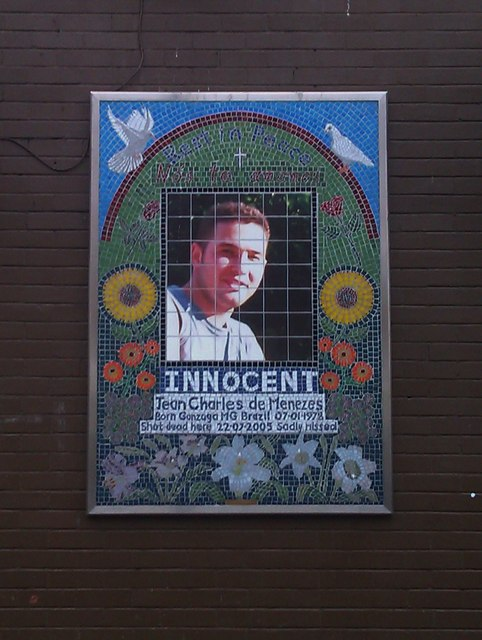
Memorial em homenagem a De Menezes

Em 7 de janeiro de 2010, data do 32º aniversário de nascimento de Jean Charles, um memorial dedicado a ele foi inaugurado na estação do metrô de Stockwell. O memorial, criado por dois artistas locais, foi instalado na entrada da estação onde já havia um altar improvisado com flores, velas, fotografias, mensagens e recortes de notícias sobre o caso.

## Na cultura popular

### Filme
Em junho de 2009, foi lançado o filme Jean Charles, com Selton Mello, interpretando Jean Charles.

### Música

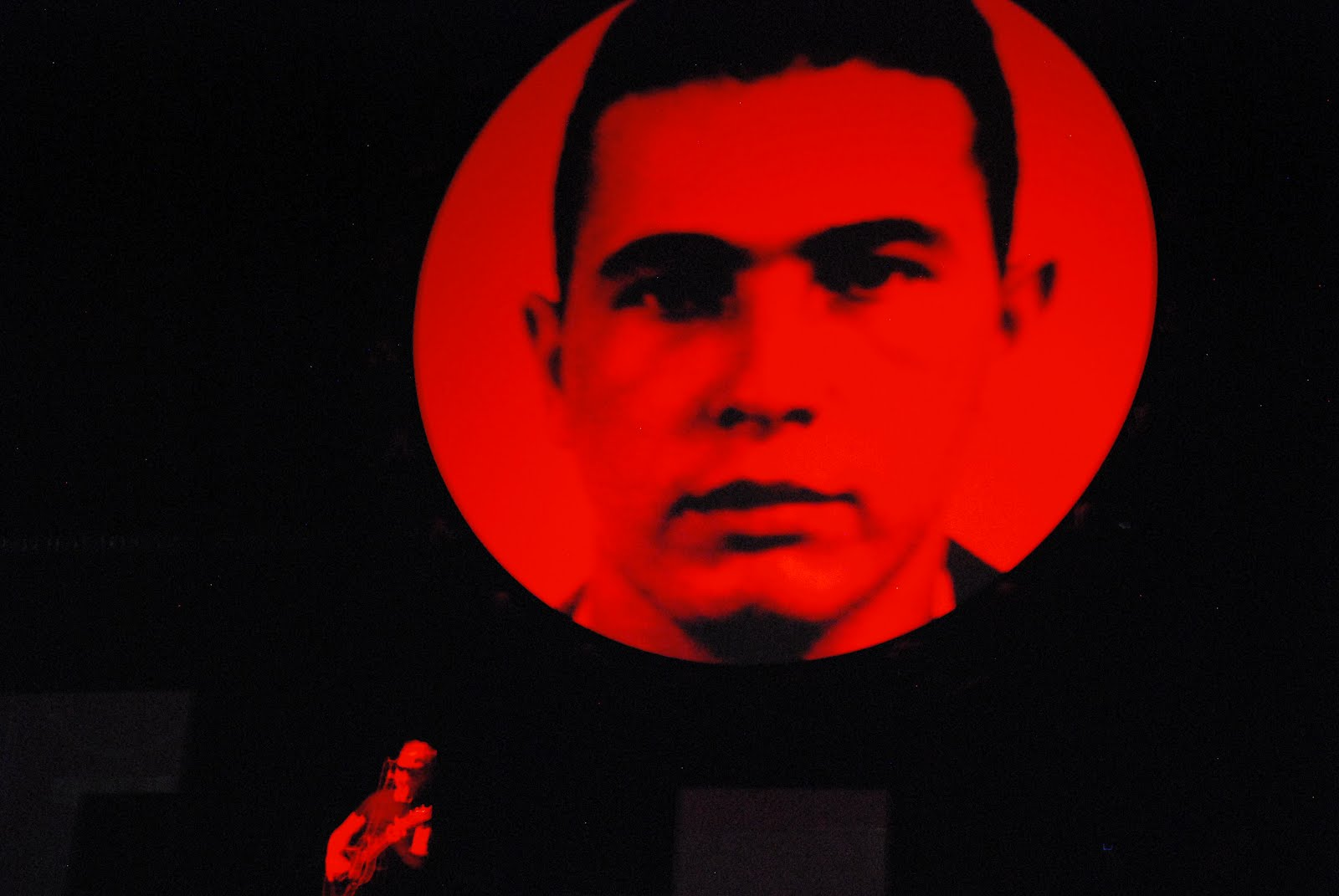
Execução da música "The ballad of Jean Charles de Menezes" durante turnê e apresentação do show The Wall, onde o rosto de Jean Charles aparece projetado após a sua ficha de morte.

Durante a turnê The Wall Live em 2011 na Nova Zelândia, Roger Waters cantou uma versão da música Another Brick in the Wall com letras diferentes em homenagem a Jean Charles. O nome dessa versão é "The Ballad Of Jean Charles de Menezes".
A partir desse show, a música foi incorporada em todos os shows seguintes da turnê, inclusive no Brasil onde foi muito aplaudida. Incluída também na versão comercializada (documentário e CD) que foi para os cinemas e para os DVDs.
Roger Waters chegou a dizer que a música e o show não eram só sobre ele ou sobre Jean Charles, mas, sim, para todas as vítimas que perdem suas vidas para o terrorismo e são esquecidas pelas autoridades. O texto era dito em todos os shows após a execução da música. No Brasil, ele arriscou algumas palavras em português.
A música “Trains to Brazil” da banda Guillemots teve seu título alterado para homenagear Jean Charles.

## Mídia
| (notícias) | \| Brasileiro é confundido com terrorista e morto pela polícia britânica por engano, 24 de Julho, 2005 \| \| A polícia britânica afirmou que matou por engano o brasileiro Jean Charles de Menezes, 27 anos, oriundo de Minas Gerais. Segundo as autoridades, ele foi confundido com um terrorista que teria participado dos atentados no metrô de Londres na quinta-feira (21). \| \| Brasileiro morto por engano em Londres é enterrado em sua cidade natal, 24 de Julho, 2005 \| \| Jean Charles de Menezes, eletricista morto por engano em Londres, foi enterrado no dia 29 de Julho de 2005, Sexta-Feira, em sua cidade natal, Gonzaga, Minas Gerais. \| |
| Brasileiro é confundido com terrorista e morto pela polícia britânica por engano, 24 de Julho, 2005 | |
| A polícia britânica afirmou que matou por engano o brasileiro Jean Charles de Menezes, 27 anos, oriundo de Minas Gerais. Segundo as autoridades, ele foi confundido com um terrorista que teria participado dos atentados no metrô de Londres na quinta-feira (21). | |
| Brasileiro morto por engano em Londres é enterrado em sua cidade natal, 24 de Julho, 2005 | |
| Jean Charles de Menezes, eletricista morto por engano em Londres, foi enterrado no dia 29 de Julho de 2005, Sexta-Feira, em sua cidade natal, Gonzaga, Minas Gerais.                                                                                                | |